# (2363) Cebriones
(2363) Cebriones (1977 TJ3) – planetoida z grupy trojańczyków okrążająca Słońce w ciągu 11,75 lat w średniej odległości 5,17 au. Odkryta 4 października 1977 roku.